# Turismo en Indonesia

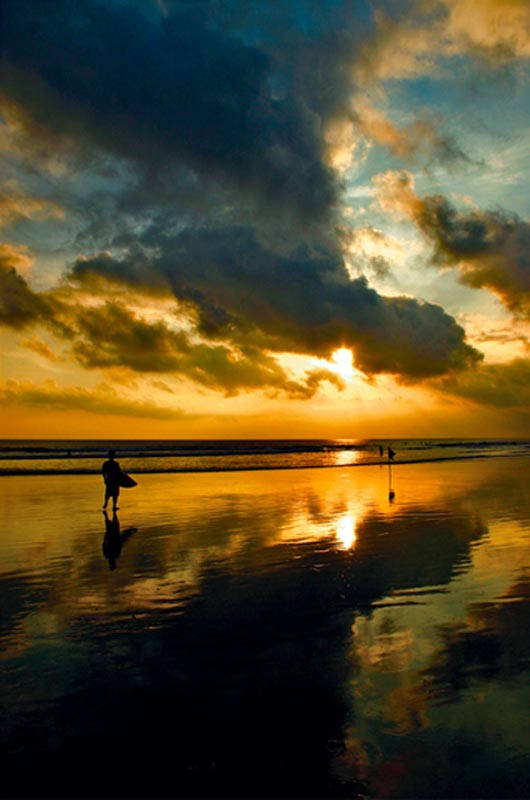
Playa de Jimbaran, Bali.

El turismo en Indonesia es un importante componente de la economía de dicho país y una gran fuente de ingresos. Con un vasto archipiélago de aproximadamente diecisiete mil islas, la segunda costa más grande del mundo, trescientos grupos étnicos, doscientos cincuenta lenguajes distintos y clima tropical a lo largo del año, tanto naturaleza como cultura son sus principales componentes.
Esta área es supervisada por el Ministerio de Cultura y Turismo de Indonesia. En algunas islas, especialmente en Bali, se han instalado numerosos hoteles y lugares de veraneo, aprovechando sus playas como atractivo turístico. La cultura también es parte esencial de la actividad, siendo Toraya, Prambanan, Borobudur, Yogyakarta y Minangkabau, los principales destinos. Cerca de 5 millones de turistas extranjeros han visitado Indonesia anualmente desde el 2000.

## Estadísticas
| 2000 | 5.064.217 | 12,26 |
| 2001 | 5.153.620 | 10,49 |
| 2002 | 5.033.400 | 9,79  |
| 2003 | 4.467.021 | 9,69  |
| 2004 | 5.321.165 | 9,47  |
| 2005 | 5.002.101 | 9,05  |

Al igual que en muchos otros países, los turistas nacionales conforman el mayor segmento del mercado. La mayor actividad de este tipo de turistas se aprecia durante el Eid ul-Fitr anual, conocido localmente como "lebaran". Durante este período, correspondiente a dos semanas después del mes de ayuno ramadán, muchos indonesios musulmanes viajan a otras ciudades para visitar a sus parientes. El tráfico interurbano llega a su punto más alto en este periodo y es aplicado un recargo adicional durante el mismo.
Entre 2001 y 2006 se ha intentado generar un mayor turismo nacional. La competencia entre aerolíneas de bajo coste han generado un incremento en el número de viajes dentro del país.
Desde el año 2000, cerca de 5 millones de turistas extranjeros han visitado el país anualmente, gastando un promedio de $100 por día. Con una duración de entre 9 y 12 días por visita, Indonesia obtiene un ingreso de $4,6 mil millones al año. Esto convierte al turismo en el tercer recurso (además del aceite/gas) con más ingresos en el país, tras la madera y los productos textiles.
Aproximadamente tres cuartas partes de los visitantes de Indonesia provienen de la región Asia-Pacífico, siendo Singapur, Malasia, Japón, Corea del Sur y Australia los principales mercados. El Reino Unido, Francia, Alemania y los Países Bajos son las principales fuentes de turistas provenientes de Europa.

## Contexto histórico
Durante la etapa colonial, el turismo era regulado por el gobierno de las Indias Orientales Neerlandesas. Los visitantes debían viajar en grupos y visitaban algunos lugares de Java, Bali y Sumatra. Gran parte del turismo internacional de los años 1920 y 30 era realizado mediante cruceros. Durante la década de 1930 se experimentó un aumento en el flujo de turistas, especialmente en el sector de Bali. Muchos visitantes eran atraídos por la naciente escena artística de Ubud, lo cual significaba un importante intercambio comercial por parte de los nativos.
El turismo prácticamente desapareció durante la Segunda Guerra Mundial y los primeros años del periodo de Sukarno. El sentimiento patriótico e identidad nacional fueron adoptados a fines de los años 1950 y principio de los 60, como consecuencia de las obras de Sukarno en Yakarta - esto incluyó la creación de varios hoteles. La inestabilidad política y económica de la década de 1960 afectó nuevamente a la actividad turística. Sin embargo, Bali, y particularmente la aldea de Kuta, sirvieron como escala para viajes entre Australia y Europa durante este período; incluso fueron utilizados como lugares para practicar surf. Durante la primera mitad de los años 1970 comenzaron a aparecer varios hoteles e instalaciones turísticas en Yakarta y Bali. Entre este periodo y el término de la era de Suharto, las medidas realizadas por el gobierno incluyeron varias políticas que buscaban el aumento en el número de turistas y duración de sus estadías.
El desarrollo del turismo ha generado ciertos conflictos con los habitantes, particularmente en Bali. En 1994, las manifestaciones en contra de instalaciones turísticas en Tanah Lot fueron interrumpidas por la intervención de militares. En 1997, los habitantes demostraron su enojo frente al Hotel Bali Beach.

## Atracciones turísticas

### Atracciones naturales

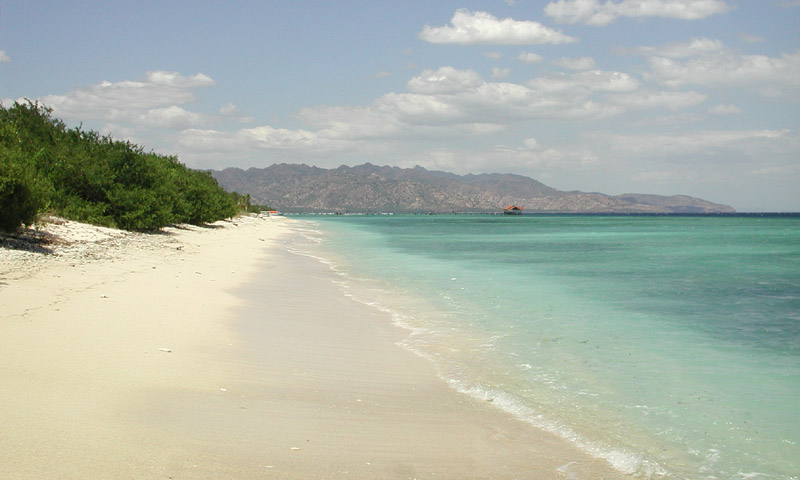
Playa de Gili Meno, al fondo se puede divisar la isla de Lombok.

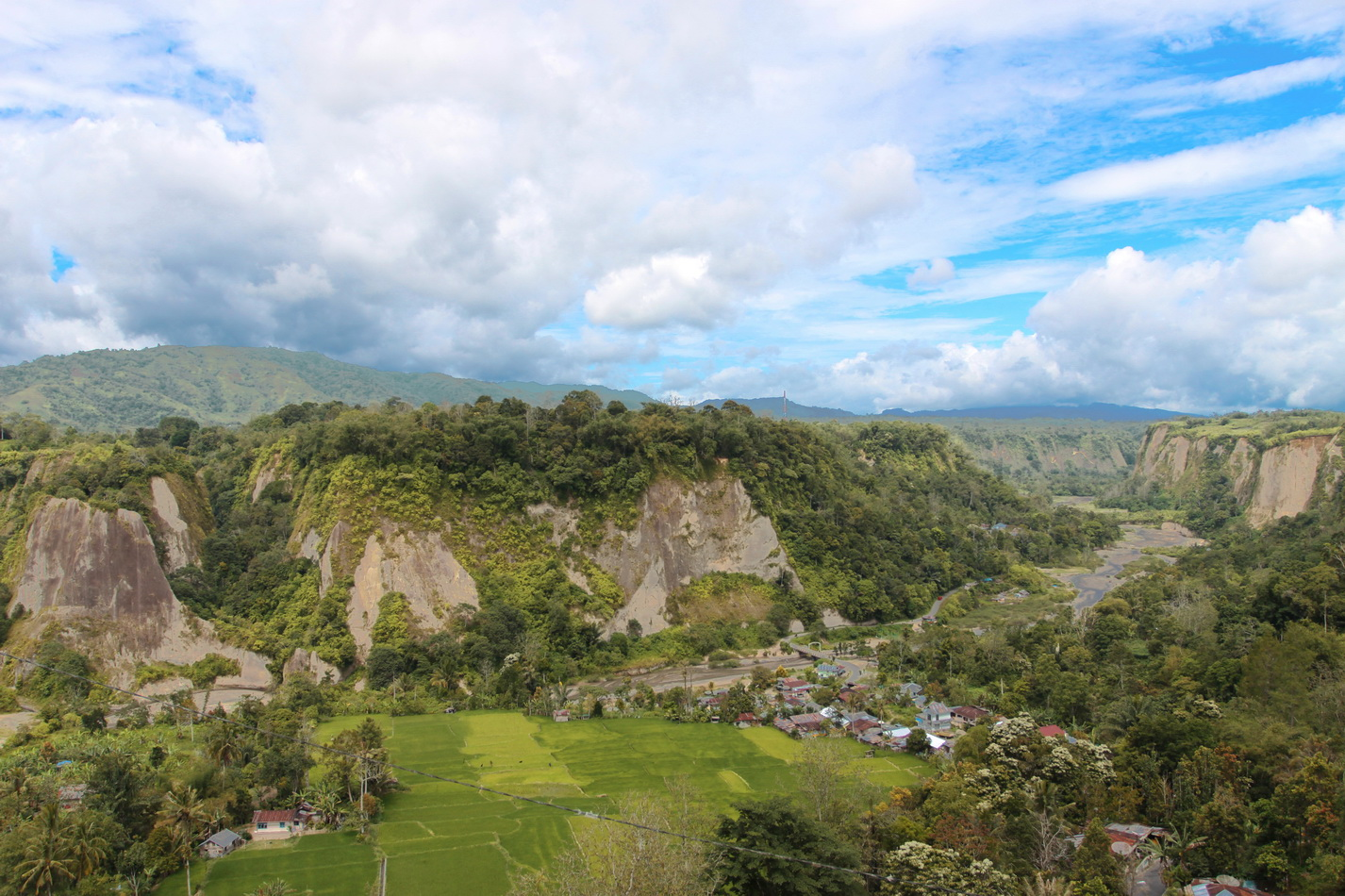
Cañón del Sianok en Bukittinggi, Sumatra Occidental.

Indonesia ha preservado ecosistemas naturales como las selvas, que conforman el 57 % de la superficie total del país; el 2 % de ellos corresponden a manglares. Una de las razones del porqué los ecosistemas naturales de Indonesia están bien preservados es que solo 6000 de las 17 000 islas están habitadas. Las selvas de Sumatra y Java son ejemplos de destinos populares entre los turistas.
Además, Indonesia posee una de las costas más extensas del mundo, alcanzando 54 716 km, con un gran número de playas e instalaciones turísticas, como las presentes en Bali, Lombok, Bintan y Nías. Sin embargo, las playas mejor preservadas se encuentran en sectores más aislados como Karimunjawa, y las islas Togian y Banda.

#### Práctica de deportes acuáticos
Con más de 17 000 islas, Indonesia presenta una gran variedad de oportunidades para el buceo. Bunaken y la parte norte de Célebes, afirman tener siete veces más de coral que Hawái, y poseen aproximadamente el 70 % de las especies de peces de la zona oeste del Pacífico. Además, existen cerca de 3500 especies viviendo en las aguas de Indonesia, como tiburones, delfines, mantas raya, tortugas, morenas, sepias, pulpos y peces escorpión, comparadas con las 1500 presentes en la gran barrera de coral y 600 en el Mar Rojo. En la bahía de Tulamben, Bali, se encuentran los restos del naufragio de la embarcación del Ejército de los Estados Unidos USAT Liberty Glo. Junto a Bunaken y Bali, Lombok, tres islas Gili (Gili Air, Gili Meno y Gili Trawangan), Kepulauan Seribu y Bangka son los sitios de buceo más populares de Indonesia.
El surf es bastante popular en Indonesia, debido principalmente a la presencia de lugares aptos para la práctica de este deporte, lo cual le ha otorgado reconocimiento a nivel mundial. Los sitios más conocidos se encuentran en la parte sur de Indonesia, principalmente en Java. Otros lugares incluyen Aceh, Bali, Banten, Lombok, islas Mentawai y Sumbawa. G-Land es un famoso rompiente situada en la bahía de Grajagan, en Java Oriental.

#### Parques nacionales

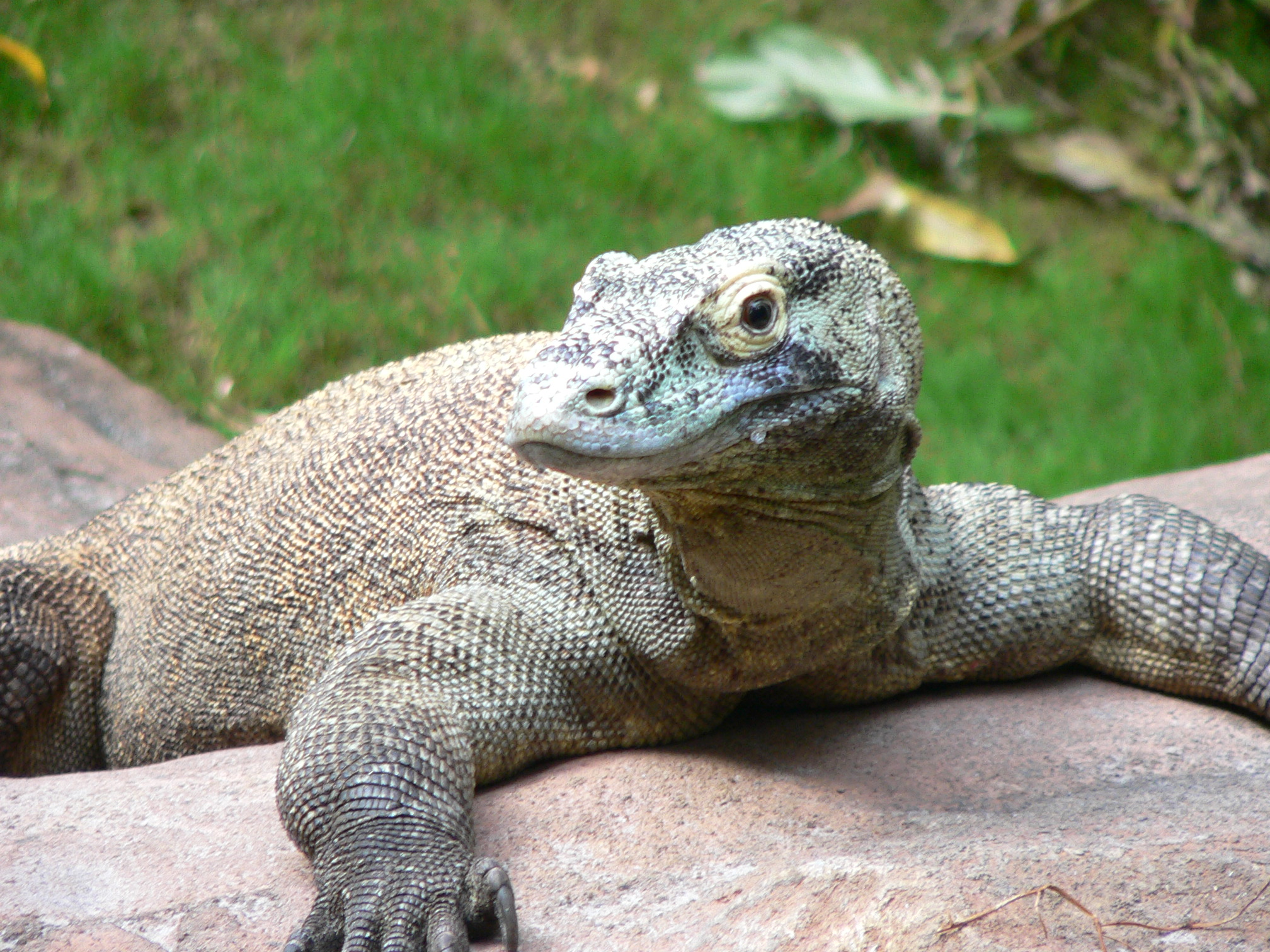
Dragón de Komodo.

El mayor parque nacional de Indonesia es el Parque Nacional de Gunung Leuser; con una superficie de 9500 km², está ubicado al norte de la isla de Sumatra. Junto a los parques nacionales de Kerinci Seblat y Bukit Barisan Selatan, conforman un complejo de 25 000 km² denominado Patrimonio de los bosques tropicales ombrófilos de Sumatra, el cual fue nombrado Patrimonio de la Humanidad en 2004. Otros parques nacionales incluidos en la lista son el Parque Nacional de Lorentz en Papúa, el Parque Nacional de Komodo en las islas menores de la Sonda y el Parque Nacional de Ujung Kulon ubicado en la parte occidental de Java.
Algunos parques presentan diferentes biodiversidades, esto se debe a que el hábitat de Indonesia se encuentra dividido mediante la línea de Wallace. La distinción biogeográfica Wallacea significa que la parte occidental de Indonesia (Sumatra, Java, Kalimantan) posee algunas características de la flora y fauna del continente asiático, mientras que el sector oriental comparte similitudes con la presente en Australia.
Varias especies nativas, como el elefante, tigre y rinoceronte de Sumatra, el rinoceronte de Java y el orangután, corren peligro de extinción. Las principales poblaciones se encuentran en parques nacionales y otros centros de conservación. Los orangutanes pueden ser vistos principalmente en la aldea turística de Bukit Lawang. En Sumatra se encuentra la flor más grande, la rafflesia arnoldii, y la más alta, el aro gigante.
La costa oriental de la línea de Wallace posee las especies de animales más exóticos y raros del mundo. Las aves del paraíso, conocidas localmente como cenderawaish, son una especie que se encuentra principalmente en Nueva Guinea. El ave de mayor tamaño en Papúa es el casuario. Una especie de lagarto denominado dragón de Komodo puede ser encontrado en la isla de Komodo, ubicada en el archipiélago de Nusa Tenggara. Esta especie en peligro de extinción también está presente en las islas de Rintja, Padar y Flores.

#### Volcanes

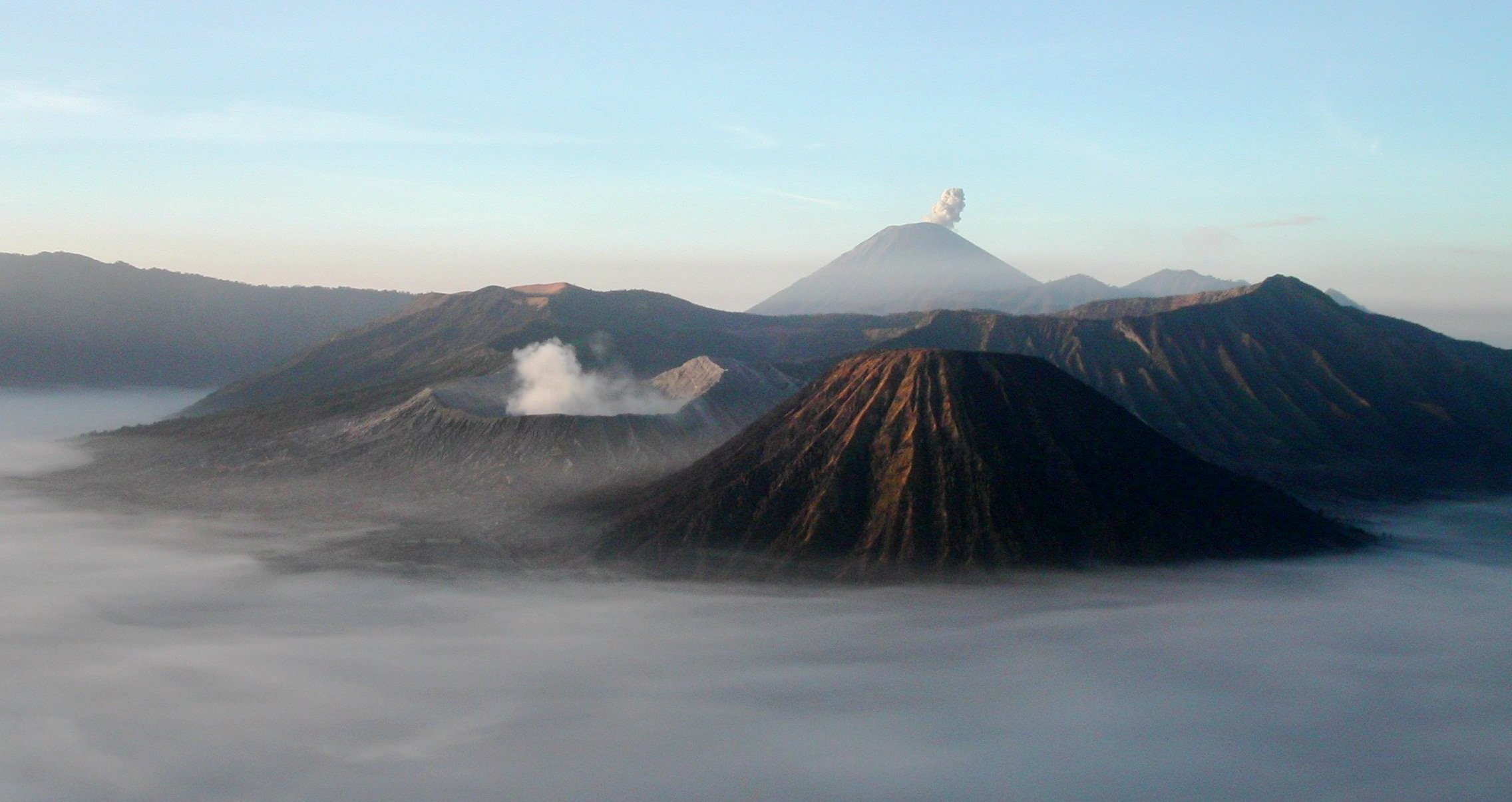
Monte Bromo.

Las excursiones y acampadas son actividades populares en las montañas de Indonesia. El descenso de ríos es posible debido a la presencia de estos en algunas montañas. Aunque los volcanes pueden resultar peligrosos, se han convertido en uno de los principales destinos turísticos. Algunos volcanes populares entre los visitantes son el Bromo con sus 2329 m de altura, el Tangkuban Perahu ubicado en las afueras de Bandung, el Krakatoa y monte Merapi, el más activo de Indonesia. Puncak Jaya, ubicada en el parque nacional de Lorentz, es la montaña más alta de Indonesia y la única que posee campos de hielo. En Sumatra, los restos de una erupción supervolcánica han generado el paisaje del lago Toba, ubicado cerca de Medan en la provincia de Sumatera Utara.

#### Islas
Indonesia destaca por su gran cantidad de islas (más de 17 000). Entre las más importantes se encuentran:
- Raja Ampat: Archipiélago formado por más de 1500 islas en el que destaca la lucha por la protección del medio ambiente, la tranquilidad y la fauna y flora particular de la región.
- Isla de Bali: La isla más popular de todo Indonesia conocida por su turismo e industrialización.
- Islas Gili: Conjunto de tres islas muy poco explotadas y que poseen una fauna y flora muy variada tanto bajo las aguas del mar como en el exterior.
- Isla de Java: Isla que posee el 60 % de los habitantes de Indonesia pasando a ser la isla más poblada del mundo.[23]
- Isla Komodo: Famosa por el parque nacional de Komodo donde se puede encontrar al dragón de Komodo.

### Atracciones culturales

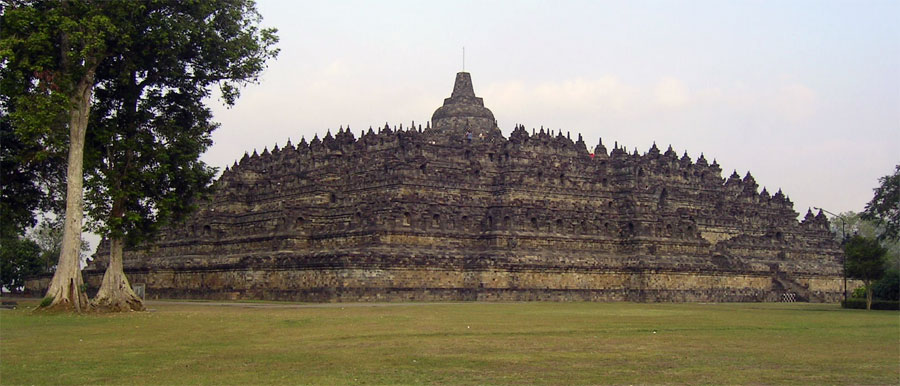
Templo de Borobudur en Java Central.

Indonesia está compuesta por aproximadamente 300 grupos étnicos, los cuales están dispersos en 6000 islas que tienen un área de 1,8 millones km². Esto genera una gran diversidad cultural, recibiendo además influencias del hinduismo, budismo, islamismo y algunas colonias europeas.
Entre el siglo III y el XIII, la cultura de Indonesia se vio fuertemente influenciada por el hinduismo y budismo. El santuario budista mejor preservado es Borobudur, construido el siglo VIII durante el reinado de la dinastía Sailendra, y ubicado en Java Central. Unos cuantos kilómetros al sureste se encuentra el conjunto de Prambanan, un templo hindú construido durante la segunda dinastía Mataram. Ambas estructuras fueron declaradas Patrimonio de la Humanidad por la UNESCO en 1991. En Bali, donde vive un gran número de hindúes, la principal atracción turística son sus festivales culturales.
El islamismo también ha contribuido en el desarrollo cultural del país. Hacia 2006 los musulmanes conformaban cerca del 88 % de la población. La cultura islámica es importante en Sumatra, destacando los antiguos palacios de sultanes ubicados en Medan y Pekanbaru.
A pesar de la influencia extranjera, en Indonesia aún existen diversas culturas indígenas. El grupo étnico de los toraya en Célebes del Sur, quienes aún mantienen ciertas creencias animistas, poseen una tradición cultural única, destacando sus rituales funerarios. Los minangkabau poseen una cultura matrilineal, a pesar de haber adoptado el islamismo. Otros grupos étnicos incluyen a los asmat y dani de Papúa, los dayak de Kalimantan y los mentawai de Sumatra.
La provincia de Yogyakarta, ubicada en la isla de Java, es considerada un importante centro cultural y artístico. El desarrollo de reinos budistas, hindúes y musulmanes en la región permitieron que Yogyakarta se convirtiera en una fusión de distintas tradiciones.

### Ciudades
Algunas actividades que las ciudades ofrecen son salir de compras, visitar a lugares de interés y los parques de atracciones. La capital del país, Yakarta, posee varios centros comerciales. Mal Kelapa Gading (el más grande con 130 000 m²), Plaza Senayan y Plaza Indonesia son algunos ubicados en la ciudad. Otra actividad popular entre los turistas es jugar al golf, deporte que puede ser practicado en el Cengkareng Golf Club, ubicado en el complejo del aeropuerto, y el Pondok Indah Golf y Country Club. Bali posee varios centros comerciales, como el de Kuta y la galería Nusa Dua. La vida nocturna en Indonesia es una importante actividad entre los visitantes, especialmente en ciudades como Yakarta, Bandung, Surabaya y Denpasar.
El alojamiento disponible para los turistas varía desde hoteles de 5 estrellas a cabañas en la playa, ajustándose a cualquier gusto y presupuesto. La mayoría de las grandes ciudades y resorts poseen un importante número de hoteles, pero los Albergue juveniles son la forma predominante de alojamiento. Estos losmen no solo ofrecen alojamiento, sino que algunas veces comida e información a los turistas. Últimamente también ha crecido una amplia oferta de villas privadas como alternativa a los hoteles de 4 y 5 estrellas.

## Gastronomía

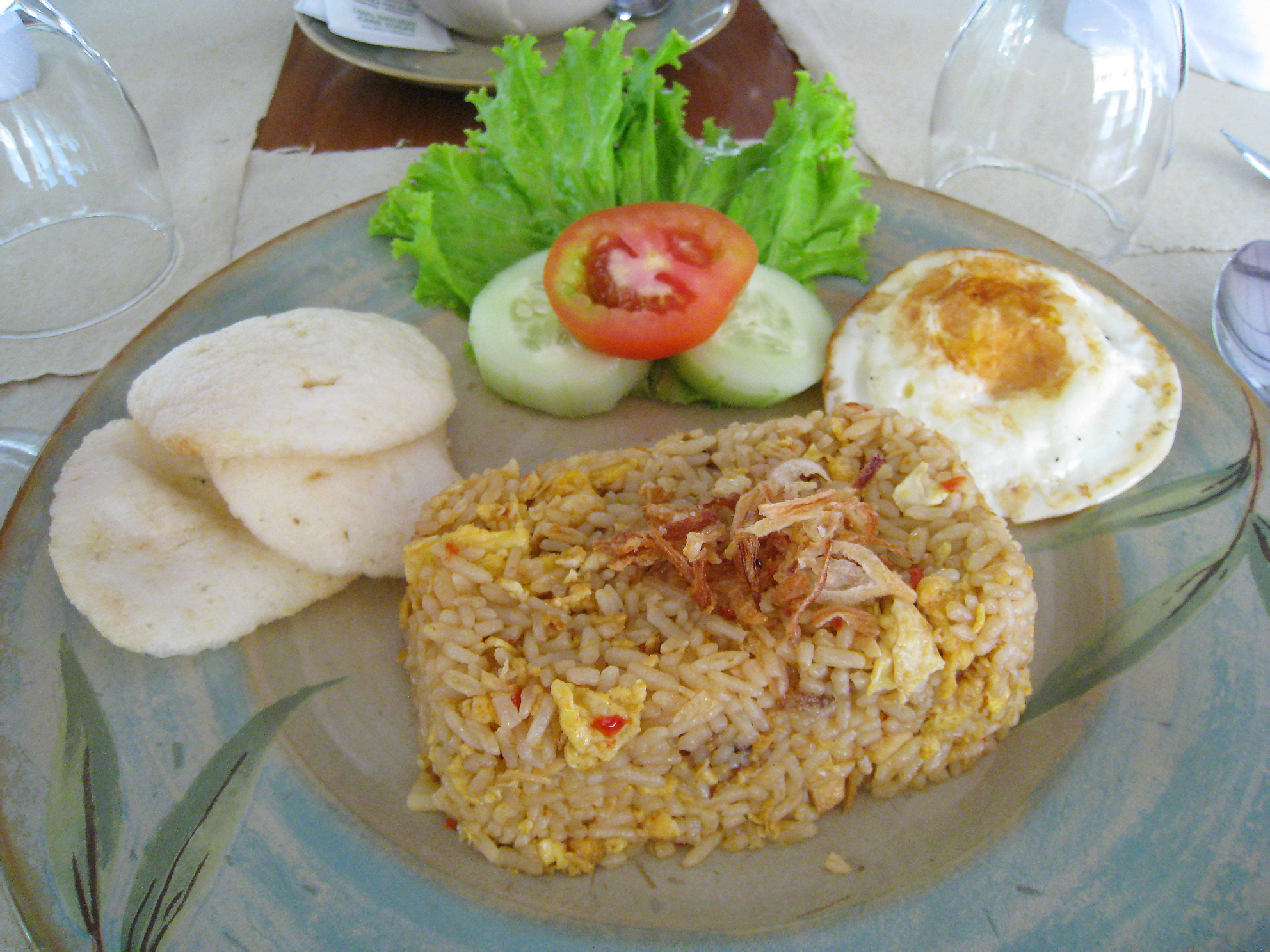
Nasi goreng.

La gran cantidad de culturas existentes en Indonesia se ve reflejada en lo variado de su cocina. Desde el siglo XV, varios viajeros europeos han visitado el archipiélago en busca de especias, como la pimienta y nuez moscada. Durante los últimos siglos, varias culturas, como la occidental y asiática, han influido en la gastronomía del país. Muchos creen que la diversidad la ha convertido en una de las cocinas más distintivas del planeta.
La gastronomía de Indonesia se basa principalmente en el término halal. El arroz es uno de los alimentos básicos más importantes del país. La mayoría de los indonesios consume arroz dos veces al día, en el almuerzo y cena. La mayoría de las veces el arroz es acompañado con otros alimentos, como pollo, carnes y vegetales. Aunque las comidas son generalmente simples, la utilización de varias raíces, especias, hierbas y hojas añaden sabor a los platos. Algunos condimentos utilizados en Indonesia incluyen el sambal y la salsa de soja. Otros alimentos comunes de la gastronomía son las papas, fideos, soya y trigo. El método más utilizado para preparar las comidas es la fritura.
La gastronomía indonesia también ha sido influenciada por la cultura occidental. El ejemplo más claro es la presencia de centros de comida rápida, como McDonald's, KFC y Pizza Hut.
Con el objetivo de popularizar la comida en Indonesia, se han creado varios eventos gastronómicos, incluyendo un festival de comida llamado "Enak-Enak", el cual fue realizado entre el 15 y 31 de agosto de 2006.

## Turismo internacional

### Aeropuertos
Cada una de las grandes islas en Indonesia posee al menos un aeropuerto internacional. El mayor aeropuerto del país es el Aeropuerto Internacional de Soekarno-Hatta, ubicado en Tangerang Regency (Banten). Existen cuatro aeropuertos internacionales más en Java, el Aeropuerto Internacional de Adisumarmo en Solo (Java Central), el Aeropuerto Internacional de Juanda en Surabaya (Java Oriental), el Aeropuerto Internacional de Achmad Yani en Semarang (Java Central) y el Aeropuerto Internacional de Adisucipto en Yogyakarta. En Kalimantan hay un aeropuerto internacional y dos más en Sumatra. Bali, una de las islas menores de la Sonda, posee el Aeropuerto Internacional de Ngurah Rai.

### Regulación de visas
Los turistas provenientes de Brunéi, Chile, las Filipinas, Hong Kong, Macao, Malasia, Marruecos, Perú, Singapur, Tailandia y Vietnam pueden entrar a Indonesia sin necesidad de visa. Los habitantes de estos países reciben un permiso de estadía de 30 días, tras este plazo deben presentar un pasaporte válido por a lo menos seis meses. Este permiso no puede ser extendido ni convertido a otro tipo de visa.
El 1 de febrero de 2004, Indonesia adoptó un nuevo sistema de regulación de visas. Aunque originalmente las visas de turistas eran gratis y válidas por 60 días, los habitantes de ciertos países deben ahora comprar una de las dos visas disponibles: una de $15USD válida por 10 días y una de $25USD válida por 30 días. Los países sujetos a este tipo de regulación son Alemania, Argentina, Australia, Brasil, Canadá, Corea del Sur, Dinamarca, los Emiratos Árabes Unidos, Estados Unidos, Finlandia, Francia, Hungría, Italia, Japón, Noruega, Nueva Zelanda, Polonia, el Reino Unido, Sudáfrica, Suiza y Taiwán. El 14 de julio de 2004, el Ministerio de Turismo de Indonesia informó que más países podrían optar a este beneficio, incluyendo Arabia Saudita, Austria, Bélgica, Egipto, España, Irán, Irlanda, Kuwait, Luxemburgo, Portugal, Catar y Rusia. Este documento no puede ser extendido ni convertido a otro tipo de visa. Además, el dueño deberá abandonar el país tras sus 30 días de estadía.

## Amenazas a la industria del turismo
| Advertencias a los turistas | Advertencias a los turistas | Advertencias a los turistas    | Advertencias a los turistas |
| País                        | Fecha                       | Regiones                       | Advertencia                 |
| --------------------------- | --------------------------- | ------------------------------ | --------------------------- |
| [ 32 ]                      | 18-11-2005                  | Bali, Yakarta                  | Amenazas terroristas        |
| [ 32 ]                      | 18-11-2005                  | Aceh, Papúa, Molucas, Célebes  | Conflictos regionales       |
| [ 33 ]                      | 21-08-2006                  | Todo el país                   | Amenazas terroristas        |
| [ 34 ]                      | 21-08-2006                  | Todo el país                   | Amenazas terroristas        |
| [ 34 ]                      | 21-08-2006                  | Molucas, Célebes Central, Aceh | Conflictos regionales       |

Los atentados de Bali de 2002 significaron un duro golpe a la industria del turismo en Indonesia. Tras este hecho, varios países advirtieron sobre la posibilidad de viajar a las regiones afectadas. En consecuencia, el número de turistas en Bali bajó un 31%. Además, una posterior serie de atentados terroristas — el Atentado de 2003 en el Hotel Marriott, el Atentado de 2004 a la Embajada de Australia en Yakarta y un segundo atentado en Bali — han empeorado la situación en el país.
Un reciente brote de gripe aviar en Indonesia afectó a varios turistas extranjeros. Esto ha resultado en la muerte de aproximadamente 45 personas entre julio de 2005 y agosto de 2006. Sin embargo, debido a que la enfermedad no se propaga entre seres humanos, las embajadas no han realizado una advertencia turística sobre el tema.
Otros factores que amenazan a la industria del turismo son algunos conflictos internos. Papúa es afectada por movimientos separatistas, mientras que Molucas y Célebes Central presentan varios conflictos sectarios. Por otro lado, en Aceh las décadas de violencia finalizaron en 2005 con la firma de un tratado de paz entre el gobierno indonesio y el movimiento separatista de la región.